# (9120) 1998 DR8
A (9120) 1998 DR8 a Naprendszer kisbolygóövében található aszteroida. A Beijing Schmidt CCD Asteroid Program keretében fedezték fel 1998. február 22-én.